# Paracyathus vittatus
Paracyathus vittatus är en korallart som beskrevs av Dennant 1906. Paracyathus vittatus ingår i släktet Paracyathus och familjen Caryophylliidae.
Artens utbredningsområde är Indiska oceanen. Inga underarter finns listade i Catalogue of Life.